# بردواردین، منیتوبا
بردواردین، منیوبا (به انگلیسی: Bradwardine, Manitoba) یک شهرداری در کانادا است که در منیوبا واقع شده‌است.